# Тушемелька
Тушемелька — река в Бокситогорском районе Ленинградской области России, левый приток реки Чагоды (бассейн Волги).
Устье реки находится в 167 км от устья Чагоды по левому берегу. Длина реки составляет 64 км, площадь водосборного бассейна — 345 км².

Бассейн Рыбинского водохранилища и Белого озера

## Данные водного реестра
По данным государственного водного реестра России относится к Верхневолжскому бассейновому округу, водохозяйственный участок реки — Молога от истока и до устья, речной подбассейн реки — Реки бассейна Рыбинского водохранилища. Речной бассейн реки — (Верхняя) Волга до Куйбышевского водохранилища (без бассейна Оки).
Код объекта в государственном водном реестре — 08010200112110000006726.